# Nicocles
Nicocles (en griego antiguo: Νικοκλῆς; gobernó en 251 a. C.) fue un tirano de la antigua polis griega de Sición, en el siglo III a. C.; a cuya posición se elevó en 251 a. C. por el asesinato de Paseas, quien había sucedido a su hijo Abántidas en el poder. Había gobernado solo cuatro meses, período durante el cual ya había expulsado al exilio a ochenta ciudadanos, cuando la ciudadela de Sición (que había escapado por poco de caer en manos de los etíopes poco antes) fue sorprendida en la noche por una partida de exiliados sicilianos, encabezados por el joven Arato. El palacio del tirano fue incendiado, pero el propio Nicocles se escapó por un pasaje subterráneo y huyó de la ciudad. De sus hechos posteriores no se sabe nada..